# Хоустњиково Храдиште
Хоустњиково Храдиште (чеш. Choustníkovo Hradiště) је насељено мјесто са административним статусом сеоске општине (чеш. obec) у округу Трутнов, у Краловехрадечком крају, Чешка Република.

## Становништво
Према подацима о броју становника из 2014. године насеље је имало 585 становника.